# Peace Sells... but Who's Buying?
| 전문가 평가      | 전문가 평가 |
| 총 점수          | 총 점수     |
| 출처             | 점수        |
| ---------------- | ----------- |
| 메타크리틱       | 83/100      |
| 평가 점수        |             |
| 출처             | 점수        |
| AllMusic         | [ 4 ]       |
| Kerrang!         | [ 3 ]       |
| Pitchfork        | 8.7/10      |
| PopMatters       | 6/10        |
| Q                | [ 7 ]       |
| Record Collector | [ 8 ]       |
| Spin             | 8/10        |
| Sputnikmusic     | 4.5/5       |

《Peace Sells... but Who's Buying?》는 1986년 9월 25일, 캐피틀 레코드를 통해 발매된 미국의 스래시 메탈 밴드 메가데스의 두 번째 스튜디오 음반이다. 이 프로젝트는 원래 컴뱃 레코드에서 담당했으며, 그 결과 음반의 오리지널 믹스는 랜디 번스가 공동 프로듀싱하게 되었다. 캐피틀 레코드는 음반의 판권을 구입하고 폴 라니라는 다른 프로듀서를 고용하여 직접 믹싱했다. 당시 멤버들이 겪고 있던 약물 문제로 인해 밴드의 음반 녹음이 어려웠다. 드러머 가 사무엘슨과 기타리스트 크리스 폴랜드는 약물 남용으로 음반 홍보 투어가 끝난 직후 해고되어 사무엘슨의 마지막 메가데스 음반이 되었다. 폴란드는 2004년 메가데스의 음반 《The System Has Failed》에서 세션 뮤지션으로 다시 참여했다. 정치적으로 의식적인 가사로 유명한 이 타이틀곡은 음반의 두 번째 싱글로 발매되었으며 밴드의 첫 번째 뮤직 비디오였다. 황폐해진 유엔 본부 앞에서 밴드의 마스코트 빅 래틀헤드가 등장하는 음반의 커버 아트는 에드 렙카가 제작했다.
《Peace Sells... but Who's Buying?》은 종종 스래시 메탈 고전으로 간주되며 익스트림 메탈의 중요성을 부각시킨 음반으로 여겨진다. 이 음반은 로버트 다이머리의 《죽기 전에 꼭 들어야 할 앨범 1001》과 마틴 포포프의 《역사상 가장 위대한 헤비 메탈 앨범 톱 500》 등 여러 출판사의 베스트 음반 목록에 포함되었다. 이 음반은 수년에 걸쳐 여러 차례 재발매되었다. 2004년에는 메가데스의 프론트맨 데이브 머스테인이 음반의 배경을 자세히 설명하는 광범위한 라이너 노트와 함께 리믹스 및 리마스터링을 진행했다. 2011년에는 음반 25주년 기념 행사의 일환으로 세 가지 버전이 재발매되었다. 2004년 믹스를 제외한 모든 버전에는 새로운 리마스터링이 포함되어 있다.

## 배경 및 녹음
1985년 12월, 《메탈 포스》와의 인터뷰에서 프론트맨 데이브 머스테인은 밴드가 이미 두 번째 음반의 새로운 곡을 작곡하기 시작했다고 밝혔다. 그는 두 곡 (〈Black Friday〉와 〈Bad Omen〉)이 완성되어 데뷔 음반 《Killing Is My Business... and Business Is Good!》의 〈Rattlehead〉보다 훨씬 빠른 "완전 흐림"이라고 설명했다. 그러나 〈Bad Omen〉은 1984년 2월, 캘리포니아주 버클리의 루시 인에서 열린 밴드 데뷔 공연에서 연주되었고, 〈Black Friday〉는 4월에 더 키스톤에서 연주되었다. 《Peace Sells... but Who's Buying?》의 서정적인 내용에 대해 머스테인과 베이시스트 데이비드 엘렙슨은 사회적으로 인식되는 가사가 담긴 노래를 작곡하여 헤비 메탈에 대한 대중의 인식을 바꾸고 싶다고 말했다. 머스테인은 또한 밴드가 당시의 정치적 상황을 알지 못했으며, 그의 정치적 신념 중 일부가 노래에 반영되었다고 언급했다. 전문 록 평론가 스티브 휴이는 이 음반의 "어두운 위협적이고 일반적으로 헤비 메탈 세계관을 가진 펑크 정치적 인식"의 결합에 주목했다.
1986년 첫 두 달 동안 메가데스는 미국 동부 해안을 잠시 투어하기 시작했다. 이 공연들은 사실상 킬링 포 어 리빙 투어의 연장선상에 있었으며, 밴드는 곧 발매될 음반의 여러 곡을 공연했다. 투어가 끝난 후, 밴드는 할리우드 멜로즈 애비뉴에 있는 뮤직 그라인더 스튜디오에서 음반 제작을 시작할 계획이었다. 머스테인은 《리더스 다이제스트》의 "평화는 팔리지만 아무도 사지 않을 것이다"라는 제목의 기사에서 제목을 따왔다. 당시 그들의 레이블인 컴뱃 레코드는 25,000달러 (2024년 기준 71,553달러)의 녹음 예산을 제공하여 밴드가 프리랜서 프로듀서인 랜디 번스를 고용할 수 있도록 했다. 당시 머스테인과 엘렙슨은 모두 노숙자였기 때문에 음반 녹음이 밴드에게 매우 어려웠다. 게다가 기타리스트 크리스 폴랜드와 드러머 가 사무엘슨은 헤로인 중독으로 인해 몇 시간 동안 나타나지 않았다. 밴드가 컴뱃 음반의 마지막 녹음을 마친 직후, 캐피틀 레코드의 A&R 담당자인 팀 카에게 연락이 왔다. 그룹과의 계약을 체결한 후 캐피틀은 프로듀서 폴 라니를 고용하여 이전 프로듀서였던 랜디 번스가 작업한 오리지널 믹스를 리믹스했다.
엘렙손과 머스테인은 각각 베이스와 기타가 하나뿐이었기 때문에 폴랜드는 여러 악기를 보유한 유일한 회원국이었다.

## 커버 아트
이 음반의 커버 아트는 나중에 밴드를 위해 다른 커버 아트를 작업한 에드 렙카가 디자인했다. 커버 아트는 밴드의 마스코트인 빅 래틀헤드가 폐허가 된 유엔 본부 앞에서 찍은 것이다. 그는 폐허가 된 본부의 잔해를 판매하는 부동산 중개인으로 묘사된다. 렙카는 이 아트 커버를 자신의 경력에서 "중요한 이정표"라고 생각한다.

## 곡 목록
모든 곡들은 특별한 언급이 없는 한 데이브 머스테인에 의해 작사/작곡하였다.
| #  | 제목          | 재생 시간 |
| -- | ------------- | --------- |
| 1. | Wake Up Dead  | 3:40      |
| 2. | The Conjuring | 5:04      |
| 3. | Peace Sells   | 4:04      |
| 4. | Devils Island | 5:05      |

| #  | 제목                       | 작사·작곡 | 재생 시간 |
| -- | -------------------------- | --------- | --------- |
| 5. | Good Mourning/Black Friday |           | 6:41      |
| 6. | Bad Omen                   |           | 4:05      |
| 7. | I Ain't Superstitious      | 윌리 딕슨 | 2:46      |
| 8. | My Last Words              |           | 4:57      |

| #   | 제목                                         | 재생 시간 |
| --- | -------------------------------------------- | --------- |
| 9.  | Wake Up Dead (Randy Burns mix)               | 4:57      |
| 10. | The Conjuring (Randy Burns mix)              | 5:01      |
| 11. | Peace Sells (Randy Burns mix)                | 4:00      |
| 12. | Good Mourning/Black Friday (Randy Burns mix) | 6:39      |

## 인증
| 국가                       | 인증     | 판매량/출하량 |
| -------------------------- | -------- | ------------- |
| 캐나다 (뮤직 캐나다)       | 플래티넘 | 100,000^      |
| 영국 (BPI) 2004 release    | 실버     | 60,000^       |
| 미국 (RIAA)                | 플래티넘 | 1,000,000^    |
| ^출하량을 기반으로 한 인증 |          |               |